# Obština Malko Tărnovo
Obština Malko Tărnovo (bulharsky Община Малко Търново) je bulharská jednotka územní samosprávy v Burgaské oblasti. Leží v jihovýchodním cípu Bulharska v pohoří Strandža u hranice s Tureckem. Sídlem obštiny je město Malko Tărnovo, kromě něj zahrnuje obština 12 vesnic. Žijí zde necelé 3 tisíce stálých obyvatel.

## Sídla
| - Bjala Voda - Bliznak - Brăšljan - Evrenozovo - Gramatikovo | - Kalovo - Malko Tărnovo (sídlo správy) - Mladežko - Slivarovo - Stoilovo | - Vizica - Zabernovo - Zvezdec |

## Sousední obštiny
| Růžice kompasu |        | Sozopol               | Primorsko | Růžice kompasu |
| Růžice kompasu | Sredec | Sever                 | Carevo    | Růžice kompasu |
| Růžice kompasu | Sredec | Obština Malko Tărnovo | Carevo    | Růžice kompasu |
| Růžice kompasu | Sredec | Jih                   | Carevo    | Růžice kompasu |
| Růžice kompasu |        |                       |           | Růžice kompasu |

## Obyvatelstvo
V obštině žije 2 764 stálých obyvatel a včetně přechodně hlášených obyvatel 3 300. Podle sčítáni 1. února 2011 bylo národnostní složení následující:
- Bulhaři: 2 902 (85.6 %)
- Romové: 429 (12.7 %)
- Turci: 23 (0.7 %)
- ostatní: 36 (1.1 %)